# ワールズ・アウェイ (ジョン・ノーラムのアルバム)
『ワールズ・アウェイ』（Worlds Away）は、ジョン・ノーラムが1996年に発表した、ソロ名義では4作目のスタジオ・アルバム。

## 解説
1995年末、ノーラムはマイケル・シェンカーの代役としてUFOのツアーへの参加を要請されていたが、シェンカー不在ではUFOの名前を使えないという契約上の問題から、ツアー自体が中止となった。ただし、ノーラムはその縁で、当時UFOのツアー・ドラマーであったサイモン・ライトを本作に迎えた。また、前作『アナザー・デスティネイション』に引き続き、ケリー・キーリングがボーカリストに起用された。
母国スウェーデンでは、ノーラムのソロ名義のスタジオ・アルバムとしては初めて、アルバム・チャート入りを逃す結果となった。『CDジャーナル』のミニ・レビューでは「躍動感とエネルギーがあふれたパワフルな演奏を聴かせる」と評されている。

## 収録曲
特記なき楽曲はジョン・ノーラムとケリー・キーリングの共作。
1. マニック・ディストーション "Manic Distortion" (John Norum, Kelly Keeling, Michelle Meldrum) – 3:18
2. メイク・ア・ムーヴ "Make a Move" (J. Norum, K. Keeling, Alan Lorber) – 4:15
3. C.Y.R. "C.Y.R." (J. Norum, K. Keeling, Simon Wright) – 4:42
4. ウェア・ザ・グラス・イズ・グリーン "'Where the Grass Is Green" – 3:44
5. センター・オヴ・バランス "Center of Balance" (J. Norum, K. Keeling, Peter Baltes, S. Wright) – 6:56
6. ドッグズ・アー・バーキング "Dogs Are Barking" (J. Norum, K. Keeling, Billy White) – 3:28
7. ホームランド（ピース・オヴ・マインド） "Homeland (Peace of Mind)" – 4:52
8. ウェイステッド・レイバー "Wasted Labor" – 5:43
9. ワールズ・アウェイ "Worlds Away" – 4:37
10. エンディカ（リヴィジテッド） "Endica (Revisited)" (J. Norum, K. Keeling, P. Baltes) – 3:58

### 日本盤/アメリカ盤ボーナス・トラック
1. フロム・アウトサイド・イン "From Outside In" (J. Norum, K. Keeling, P. Baltes) – 5:10

## 参加ミュージシャン
- ジョン・ノーラム - ボーカル、 ギター
- ケリー・キーリング - ボーカル、キーボード
- ピーター・バルテス - ベース
- サイモン・ライト - ドラムス